# インベーダー (テレビドラマ)
『インベーダー』 (The Invaders) は、1967年から1968年までアメリカのABCで放送されていたテレビドラマである。全43話。
日本では、1967年から1971年までNETテレビ系列（現：テレビ朝日系列）で放送されていた（再放送を含む）。第2シーズン後半はサンテレビなど地方局のほうが先行している。

## 概要
建築家デビッド・ビンセントは深夜に車で帰宅する途中、迷い込んだ田舎道で空飛ぶ円盤が着陸するのを目撃した。彼は宇宙からの侵略者（＝インベーダー）の存在を知るが、その事実を誰にも信じてもらえない。ビンセントはインベーダーの陰謀を追って全米各地を飛び回る。
他にインベーダーの存在を知る者が現れてもすぐに殺されるなどするため、ビンセントは孤独な戦いを続ける。シリーズ後半で大企業の社長であるエドガー・スコービルという心強い理解者を得るが、それでも彼の戦いに終わりは訪れなかった。
本作は、『逃亡者』と同じクイン・マーチン・プロダクションの制作による。『逃亡者』は妻殺しの汚名を着た無実の死刑囚である医師が真犯人を探しながら孤独な逃亡を続ける物語だが、本作はインベーダーの存在を誰にも信じてもらえない男が孤独な追跡と戦いを続ける話で、『逃亡者』の影響を色濃く受けている。

## インベーダーの特徴
人類を滅ぼし、地球を征服する目的でやってきた。劇中では語られなかったが、オープニングのナレーションで「滅び行く星からの侵入者」とある。
地球上では本来の姿では生きられないので地球人の姿になっているが、それでも定期的に透明な円筒状の充電装置に入らないとやはり消滅してしまう。それゆえに外見は地球人と同じだが、手の小指が動かない（例外あり）。また脈拍や心臓の鼓動がなく、傷ついても血が出ない。また「生命の尊さ」という概念や感情を持っておらず、冷徹で人間らしい心がない（これも例外あり）。致命傷を負うと、赤く光り輝いて服や装備もろとも消滅してしまう。酸素は彼らにとって猛毒である。なお、性別はある。
劇中では、最後まで彼らの本当の姿は分からずじまいだった。

## キャスト
- デビッド・ビンセント：ロイ・シネス（日本語版吹き替え：露口茂）
- エドガー・スコービル：ケント・スミス（英語版）（日本語版吹き替え：島宇志夫）
- ナレーター（日本語版のみ）：加藤和夫

## スタッフ
- 制作総指揮：クイン・マーチン（英語版）
- 制作：アラン・A・アーマー（英語版）
- 音楽：ドミニク・フロンティア

## サブタイトル
| 原題                   | 邦題                   | 米国放送日     | 日本初放送日   |
| ---------------------- | ---------------------- | -------------- | -------------- |
| Beachhead              | 恐怖の侵入者           | 1967年1月10日  | 1967年10月4日  |
| The Mutation           | 新たな目撃者           | 1967年1月24日  | 1967年10月11日 |
| Genesis                | 戦慄の変身             | 1967年2月7日   | 1967年10月18日 |
| The Ivy Curtain        | 洗脳される宇宙人       | 1967年3月21日  | 1967年10月25日 |
| Vikor                  | 人類を裏切る者         | 1967年2月14日  | 1967年11月1日  |
| Wall of Crystal        | 謎の透明物質           | 1967年5月2日   | 1967年11月8日  |
| Doomsday Minus One     | 脅威の核爆弾           | 1967年2月28日  | 1967年11月15日 |
| The Betrayed           | 宇宙船着陸予定地       | 1967年3月28日  | 1967年11月22日 |
| The Leeches            | 誘拐された頭脳         | 1967年1月31日  | 1967年11月29日 |
| The Condemned          | 秘密を知っていた男     | 1967年5月9日   | 1967年12月6日  |
| Nightmare              | 悪夢の二日間           | 1967年2月21日  | 1967年12月13日 |
| Quantity: Unknown      | 恐るべき罠             | 1967年3月7日   | 1967年12月20日 |
| The Innocent           | 偽装の楽園             | 1967年3月14日  | 1967年12月27日 |
| Storm                  | 嵐に狂う教会           | 1967年4月4日   | 1968年1月3日   |
| Moonshot               | 狙われた月ロケット     | 1967年4月18日  | 1968年1月10日  |
| The Watchers           | 国防会議への侵入者     | 1967年9月19日  | 1968年1月17日  |
| Panic                  | 広がる死の恐怖         | 1967年4月11日  | 1968年1月24日  |
| Condition: Red         | 洩れた極秘作戦         | 1967年9月5日   | 1968年1月31日  |
| The Saucer             | つかの間の勝利         | 1967年9月12日  | 1968年2月7日   |
| Valley of the Shadow   | 失われた24時           | 1967年9月26日  | 1968年2月14日  |
| Dark Outpost           | 砂漠の宇宙人基地       | 1967年10月24日 | 1968年2月21日  |
| The Trial              | 溶鉱炉殺人事件         | 1967年10月10日 | 1968年2月28日  |
| The Enemy              | これが宇宙人だ         | 1967年10月3日  | 1968年3月6日   |
| The Spores             | 無気味な宇宙植物       | 1967年10月17日 | 1968年3月13日  |
| The Prophet            | 人類滅亡への予言者     | 1967年11月14日 | 1968年3月20日  |
| The Experiment         | 死を呼ぶ証拠           | 1967年1月17日  | 1968年3月27日  |
| Labyrinth              | 戦慄のX線フィルム      | 1967年11月21日 | 1969年2月21日  |
| Summit Meeting, Part 1 | 大量暗殺指令 前編      | 1967年10月31日 | 1969年2月28日  |
| Summit Meeting, Part 2 | 大量暗殺指令 後編      | 1967年11月7日  | 1969年3月7日   |
| The Captive            | 捕らわれた侵入者       | 1967年11月28日 | 1969年3月14日  |
| The Organization       | 消えた麻薬             | 1968年1月30日  | 1969年3月21日  |
| The Peacemaker         | 撃墜された爆撃機       | 1968年2月6日   | 1969年3月28日  |
| The Vise               | 宇宙ステーションの危機 | 1968年2月20日  | 1970年5月16日  |
| The Miracle            | 奇跡                   | 1968年2月27日  | 1970年5月23日  |
| The Life Seekers       | 地球脱出               | 1968年3月5日   | 1970年5月30日  |
| The Pursued            | 惑星からの逃亡者       | 1968年3月12日  | 1970年6月6日   |
| Inquisition            | 地球最後の日           | 1968年3月26日  | 1970年6月13日  |
| The Possessed          | リモコン大頭脳         | 1968年1月2日   | 1970年6月20日  |
| The Believers          | 宇宙からの催眠光線     | 1967年12月5日  | 1970年6月27日  |
| The Ransom             | 地球征服軍来襲         | 1967年12月12日 | 1970年7月4日   |
| Task Force             | 狙われた情報会社       | 1967年12月26日 | 1970年7月11日  |
| Counterattack          | 円盤撃墜               | 1968年1月9日   | 1970年7月18日  |
| The Pit                | 最後の宇宙秘密計画     | 1968年1月16日  | 1970年7月25日  |

## ビデオソフト
1989年に、本作を収録したビデオカセット全4巻（1巻につき2話収録）が発売された。
2016年に、JVCケンウッド・ビクターエンタテインメントから当時の日本語吹替も収録されたDVD-BOX全3巻が発売された。
- インベーダー 1st Season DVD-BOX （2016年1月27日発売）
- インベーダー 2nd Season DVD-BOX1 （2016年3月25日発売）
- インベーダー 2nd Season DVD-BOX2 （2016年5月27日発売）

## 関連作品

### テレビ
いずれも本作の続編となるスペシャル版。
- インベーダー 1stステージ
- インベーダー 2ndステージ

### 書籍
いずれも早川書房のハヤカワ・SF・シリーズ。絶版。
- 『インベーダー』（キース・ローマー、平井イサク訳） 1968.1
- 『インベーダー2 / 宇宙からの侵入者』（キース・ローマー、川村哲郎訳） 1968.7
- 『インベーダー3 / 不死身のインベーダー』（レイフ・バーナード、佐和誠訳） 1969.2
- 『インベーダー4 / 三葉虫の夜』（ピーター・レスリー、中桐雅夫訳） 1969.7

### 漫画
- インベーダー - 秋田書店の『まんが王』1968年4月号 - 6月号の付録に掲載された、桑田次郎による漫画化作品。ビンセントが日本で、少年とともにインベーダーに立ち向かう。後にアップルBOXクリエートから発売された『桑田次郎傑作集 37 インベーダー』に収録。

## その他
朝日新聞に掲載された遠藤周作の短編『白い風船』は、小学四年生の凡太が主人公の物語だが、放送当時「インベーター」が日本の小学生の間でも人気が高かったことが書かれている。この作品では、同ドラマ日本語版のオープニング・ナレーションも引用されている。ただしその後、小学校の教科書に取り上げられた際、「インベーダー」という言葉は「宇宙人」に変更された。